# 매리얼 재거니스
매리얼 리 재거니스(영어: Mariel Leigh Zagunis, 1985년 3월 3일~)는 미국의 펜싱 선수이다. 2004년 하계 올림픽과 2008년 하계 올림픽 사브르 종목에서 금메달을 획득하였다.
그러나 2012년 런던 올림픽 준결승전에서 김지연에게 15-13으로 역전패하였으며, 동메달 결정전에서 우크라이나의 올하 하를란에 15-10으로 패배하여 메달 획득에는 실패하였다.